# IronPort
IronPort Systems, Inc., mit Sitz in San Bruno (Kalifornien), war ein US-amerikanisches Unternehmen, das Produkte und Dienstleistungen zum Schutz vor Internetkriminalität insbesondere im Bereich E-Mail-Sicherheit erstellte und weltweit verkaufte.
IronPort wurde im Dezember 2000 durch Scott Banister und Scott Weiss gegründet.
Zu den bekanntesten Produkten zählten „IronPort AntiSpam“, der „SenderBase email reputation service“ und die "Email Security Appliances (ESA)". Auf den Appliances lief ein modifizierter FreeBSD Kern unter dem Markennamen AsyncOS. Am 24. November 2003, kaufte IronPort das Unternehmen SpamCop und damit das Produkt „SpamCop filtering and reporting service“, welches als eigenständiger Dienst weiter vermarktet wurde.
Cisco Systems gab am 4. Januar 2007 bekannt, dass man IronPort für die Summe von 830 Millionen US-Dollar übernehmen werde. Die Übernahme wurde am 25. Juli 2007 abgeschlossen und IronPort wurde in die Cisco Security Business Unit eingegliedert. SenderBase wurde umbenannt in SensorBase. SensorBase erlaubt es, Geräten auf der Basis von IP-Adressen Risikoprofile für Webseiten (HTTP) und E-Mail-Quellen (SMTP) dynamisch zu erstellen.